# تیلور (آریزونا)
تیلور (به انگلیسی: Taylor) شهری در شهرستان ناواجو ایالت آریزونا است که در سرشماری سال ۲۰۱۰ میلادی، ۴٬۱۱۲ نفر جمعیت داشته است. تیلور، به‌طور رسمی در تاریخ ۱۹۶۶ میلادی به‌عنوان یک شهر شناخته شد.